# Astacilla lineata
Astacilla lineata là một loài chân đều trong họ Arcturidae. Loài này được Stebbing miêu tả khoa học năm 1873.